# Displasia en boomerang
La displasia en boomerang es una enfermedad poco frecuente de origen genético que causa alteraciones graves del esqueleto. Se incluye dente del grupo de trastornos llamados osteocondrodisplasias o displasias óseas.   Forma parte de los Trastornos de FLNB.
| Trastornos de FLNB - Atelosteogénesis tipo I (AOI) (incluye displasia Boomerang) - Atelosteogénesis tipo III (AOIII) - Síndrome de Larsen - Osteocondrodisplasia de Piepkorn - Síndrome de sinostosis espondilocarpotarsal (SCT) |

## Etiología
Está causada por una mutación en el gen FLNB que codifica la filamina B. La filamina B es una proteína que desempeña importantes funciones en la formación del citoesqueleto celular. El citoesqueleto es un entramado tridimensional de proteínas situado en 
el interior de la célula que mantiene su estructura e interviene en el transporte y división celular.

## Sintomatología
Las alteraciones más frecuentes son enanismo grave, extremidades cortas, huesos largos poco osificados que adoptan una forma curvada característica y luxaciones articulares.